# Britany Anderson
Britany Anderson (née le 3 janvier 2001) est une athlète jamaïcaine, spécialiste du 100 mètres haies.

## Biographie
Elle remporte le titre du 100 m haies lors des championnats du monde jeunesse 2017  et obtient la médaille d'argent lors des Championnats du monde juniors 2018.
Le 24 juillet 2019, à Joensuu en Finlande, elle améliore à deux reprises le record du monde junior du 100 m haies, réalisant 12 s 84 en séries, puis 12 s 71 en finale.
En 2021, Britany Anderson porte son record personnel à 12 s 58 à Jacksonville. Sélectionnée pour ses premiers Jeux olympiques, à Tokyo, elle améliore son record personnel en demi-finale en signant le temps de 12 s 40, mais manque sa finale et termine 8e en 13 s 24, à 20 ans seulement.
En 2022, elle termine 4e des championnats du monde en salle de Belgrade en 7 s 96, après avoir couru 7 s 85 en demi-finale, derrière la Française Cyréna Samba-Mayela, la Bahaméenne Devynne Charlton et l'Américaine Gabriele Cunningham.
En plein air, elle porte par deux fois de suite son record personnel du 100 m haies à Hengelo en 12 s 51 puis Rome en 12 s 50.
Aux championnats du monde 2022 à Eugene, elle remporte sa demi-finale en 12 s 31, record de Jamaïque, une dizaine de minutes après le record du monde en 12 s 12 de la Nigérianne Tobi Amusan. En finale, Anderson devient vice-championne du monde en 12 s 23, course trop ventée pour homologuer le temps (+ 2,5 m/s), derrière Amusan, auteure de 12 s 06 et devant la championne olympique Jasmine Camacho-Quinn, également en 12 s 23.

## Palmarès
| Date | Compétition                    | Lieu     | Résultat | Épreuve     | Temps   |
| ---- | ------------------------------ | -------- | -------- | ----------- | ------- |
| 2022 | Championnats du monde en salle | Belgrade | 4e       | 60 m haies  | 7 s 96  |
| 2022 | Championnats du monde          | Eugene   | 2e       | 100 m haies | 12 s 23 |

## Records
| Épreuve     | Temps        | Lieu   | Date            |
| ----------- | ------------ | ------ | --------------- |
| 100 m haies | 12 s 31 (NR) | Eugene | 24 juillet 2022 |